# Laihunita
La laihunita és un mineral de la classe dels silicats, que pertany al grup de l'olivina. Rep el seu nom de la seva localitat tipus, el dipòsit de ferro de la localitat de Laihe, a Liaoning (Xina).

## Característiques
La laihunita és un nesosilicat de fórmula química (Fe3+Fe2+,☐)₂(SiO₄). Cristal·litza en el sistema monoclínic. La seva duresa a l'escala de Mohs és 6.
Segons la classificació de Nickel-Strunz, la laihunita pertany a «9.AC - Nesosilicats sense anions addicionals; cations en coordinació octaèdrica [6]» juntament amb els següents minerals: faialita, forsterita, glaucocroïta, kirschsteinita, liebenbergita, tefroïta, monticel·lita, brunogeierita, ringwoodita i chesnokovita.

## Formació i jaciments
Es troba en dipòsits de ferro metamòrfics precambrians, probablement derivada de l'oxidació de la faialita. Va ser descoberta l'any 1976 al dipòsit de ferro de Laihe, al districte de Qianshan de la prefectura d'Anshan (Província de Liaoning, Xina). Sol trobar-se associada a altres minerals com el quars, la magnetita l'augita o la plagioclasa.